# Apogonia angulata
Apogonia angulata är en skalbaggsart som beskrevs av Kobayashi 2010. Apogonia angulata ingår i släktet Apogonia och familjen Melolonthidae. Inga underarter finns listade i Catalogue of Life.